# Veronika Oberhuber
Veronika Oberhuber (San Lorenzo di Sebato, 1 de febrero de 1967) es una deportista italiana que compitió en luge en la modalidad individual. Ganó una medalla de oro en el Campeonato Mundial de Luge de 1989.

## Palmarés internacional
| Campeonato Mundial | Campeonato Mundial | Campeonato Mundial | Campeonato Mundial |
| Año                | Lugar              | Medalla            | Prueba             |
| ------------------ | ------------------ | ------------------ | ------------------ |
| 1989               | Winterberg (RFA)   | Medalla de oro     | Equipo             |